# Nektareczek błękitny
Nektareczek błękitny (Florisuga mellivora) – gatunek małego ptaka z rodziny kolibrowatych (Trochilidae).
MorfologiaDługość ciała 11–12 cm; masa ciała: samce 7,4–9 g, samice 6–9,2 g.
Krótki dziób. Samiec – głowa i gardło ciemnoniebieskie, wierzch ciała, pierś i środkowe sterówki jasnozielone, spód ciała, zewnętrzne sterówki białe. Samica – wierzch ciała zielony, niebieskie gardło, biały brzuch, zielonkawoniebieski ogon, biało zakończony na bokach.
Podgatunki i zasięg występowaniaWyróżniono dwa podgatunki F. mellivora:
- F. mellivora mellivora (Linnaeus, 1758) – od południowego Meksyku, po Peru, Boliwię i środkową Brazylię, Trynidad,
- F. mellivora flabellifera (Gould, 1846) – Tobago.

ŚrodowiskoWystępuje na nizinnych lasach i polanach; zazwyczaj do wysokości 900 m n.p.m. Spotykany głównie w koronach kwitnących drzew.
StatusIUCN uznaje nektareczka błękitnego za gatunek najmniejszej troski (LC, Least Concern) nieprzerwanie od 1988 roku. W 2019 roku organizacja Partners in Flight szacowała, że liczebność światowej populacji mieści się w przedziale 5–50 milionów dorosłych osobników, a jej trend oceniała jako umiarkowanie spadkowy.